# Girl Guides Association of Saint Lucia
La Girl Guides Association of Saint Lucia è l'organizzazione nazionale del Guidismo in Saint Lucia. 
Questa conta 2.181 membri (nel 2003). Fondata nel 1925, l'organizzazione diventa un membro effettivo del World Association of Girl Guides and Girl Scouts (WAGGGS) nel 1984.